# Campionati europei di 470 1980
I Campionati europei di 470 1980 si sono svolti a Helsinki, in Finlandia, dal 7 al 15 luglio 1980.

## Podi
| Evento   | Oro                                        | Argento                                  | Bronzo                                            |
| 470 Open | Germania Est Jörn Borowski Egbert Svensson | Francia Daniel Péponnet Thierry Peponnet | Unione Sovietica Vladimir Ignatenko Sergei Jdanov |

## Medagliere
| Posiz. | Nazione          | Oro | Argento | Bronzo | Totale |
| ------ | ---------------- | --- | ------- | ------ | ------ |
| 1      | Germania Est     | 1   | 0       | 0      | 1      |
| 2      | Francia          | 0   | 1       | 0      | 1      |
| 3      | Unione Sovietica | 0   | 0       | 1      | 1      |
| Totale | Totale           | 1   | 1       | 1      | 3      |